# 14e régiment d’infanterie et de soutien logistique parachutiste
Das 14e régiment d’infanterie et de soutien logistique parachutiste (Kurzbezeichnung: 14e RISLP) ist eine aktive Versorgungs-/Unterstützungseinheit des französischen Heeres. Es nahm seit seiner Aufstellung an fast allen Kriegen mit französischer Beteiligung bis zum Zweiten Weltkrieg und dann noch am Algerienkrieg sowie an verschiedenen Friedensmissionen teil.
Vor der Einführung der Nummerierung der Regimenter am 1. Januar 1791 führte es in der königlich französischen Armee zuletzt den Namen Régiment de Forez.

## Regimentsnamen
Wie in der französischen Armee üblich, werden Einheiten, deren Aufgabenstellung oder Verwendung sich geändert hat, in der Regel trotzdem weiterhin mit ihrer ursprünglichen Bezeichnung benannt, an die ein Zusatz in Bezug auf die neue Verwendung angehängt wird.

## Aufstellung und signifikante Änderungen

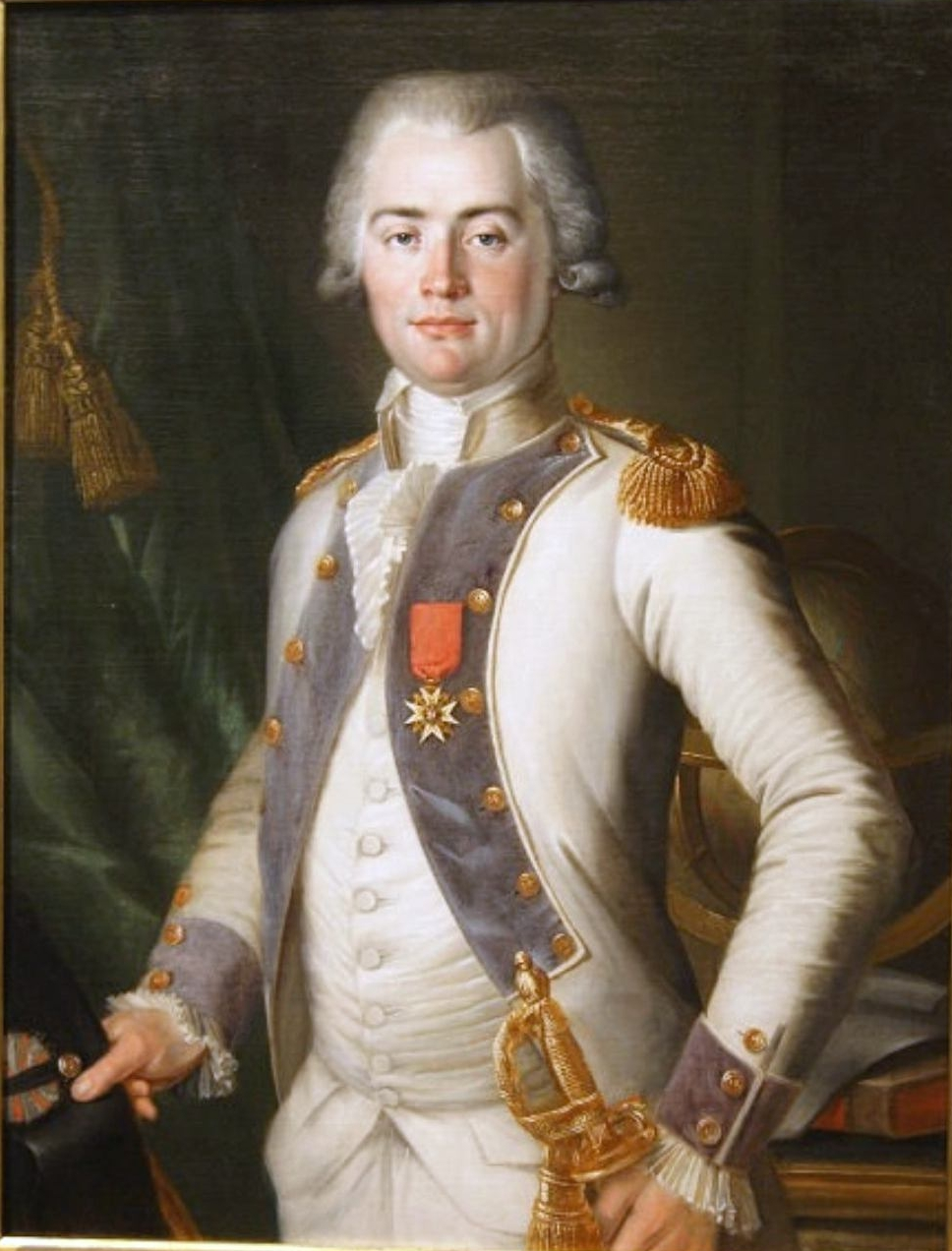
Jean-Louis de Lostanges (* 1752), Capitaine im Régiment de Forez, Chevalier de Saint-Louis (Gemälde um 1786, anonymer Künstler), Musée de l'Armée (Hôtel des Invalides)

- Jean-Louis de Lostanges (* 1752), Capitaine im Régiment de Forez, Chevalier de Saint-Louis (Gemälde um 1786, anonymer Künstler), Musée de l'Armée (Hôtel des Invalides)1776: Das Régiment de Bourbonnais wurde aufgeteilt. Das 1. und das 3. Bataillon wurden zur Aufstellung des neuen „Régiment de Forez“ abgestellt. (Ein erstes Régiment de Forez hatte bereits von 1684 bis 1775 bestanden.)
- 1. Januar 1791: Alle Regimenter erhielten jetzt eine Nummer mit dem Zusatz des ehemaligen Namens. Die neue Bezeichnung lautete jetzt: „14e régiment d’infanterie de ligne (ci-devant Forez)“.
- 1793: Premier amalgame, das 1. Bataillon wurde zur Bildung der „27e demi-brigade de première formation“[2] und das 2. Bataillon zur Bildung der „28e demi-brigade de première formation“ herangezogen. Der Regimentsverband hatte zu diesem Zeitpunkt zu bestehen aufgehört.
- 1803: Aus der „14e demi-brigade d’infanterie“[3] wurde das „14e régiment d’infanterie de ligne“.
- 1815: mit der Napoleonischen Armee aufgelöst
- 1816: Aufstellung der „Légion de l’Eure“
- 1820: Umbenennung der „Légion de l’Eure“ in „14e régiment d’infanterie de ligne“
- 1854: Umbenennung in „14e régiment d’infanterie“ mit Garnison in Brive
- 1870: Aufstellung des „14e régiment de marche“ (14. Marschregiment) aus den 4. Bataillonen des 55e régiment d’infanterie, 67e régiment d’infanterie und 100e régiment d’infanterie mit Abgabe von Kräften zur Aufstellung des „114e régiment d’infanterie de ligne“
- 1875: „14e régiment d’infanterie“ in Limoges
- 1914: Aufstellung des Reserveregiments „214e régiment d’infanterie“
- 1951: Als „14e bataillon d’infanterie“ zum „14e régiment d’infanterie parachutistes de choc“ (14e RIPC) umgewandelt.[4] Es wurde die Fahne des „14e régiment d’infanterie“ geführt.
- 1953: Das 14e RIPC wurde mit nordafrikanischem Personal (FSNA – Français de Souche Nord-Africaine) ausgestattet und die beiden Bataillone in algerische Schützenbataillone umgewandelt.
- 1. Januar 1954: Umbenennung des „14e RIPC“ in „14e demi-brigade d’infanterie“ (14e DBI – 14. Infanterie-Halb-Brigade)
- 1956: Umbenennung der „14e DBI“ in „14e régiment de chasseurs parachutistes“ (14e RCP – 14. Fallschirmjägerregiment)
- 1961: Auflösung
- 1977: Wiederaufstellung als „14e régiment de commandement et de transmissions parachutiste“ (14e RCTP – 14. Fallschirm-Stabs- und Fernmelderegiment)
- 1. Juli 1979: Umbenennung in  „14e régiment parachutiste de commandement et de soutien“ (14e RPCS – 14. Fallschirm-Stabsunterstützungsregiment)
- 1999: Auflösung
- Juli 2018: Wiederaufstellung als „14e régiment d’infanterie et de soutien logistique parachutiste“ (14e RISLP).

## Regimentskommandeure
Mestre de camp war von 1569 bis 1661 und von 1730 bis 1780 die Rangbezeichnung für den Regimentsinhaber und/oder den tatsächlichen Kommandeur eines Infanterieregiments. Die Bezeichnung „Colonel“ wurde von 1661 bis 1730, von 1791 bis 1793 und ab 1803 geführt. Sollte es sich bei dem Mestre de camp/Colonel um eine Person des Hochadels handeln, die an der Führung des Regiments kein Interesse hatte (wie z. B. der König oder die Königin), so wurde das Kommando dem „Mestre de camp-lieutenant“ (oder „Mestre de camp en second“) respektive dem „Colonel-lieutenant“ oder „Colonel en second“ überlassen. Von 1793 bis 1803 verwendete man in der französischen Armee die Bezeichnung „Chef de brigade“. Ab 1791 gab es keine Regimentsinhaber mehr.
- 1791: Louis Maximilien François Hinnisdal de Fumal – Colonel
- 1792: Jean-Baptiste Meusnier de la Place – Colonel
- 1792: Antoine Nicolas Collier de la Marlière – Colonel
- 1792: Pierre Nicolas Merle-Beaulieu – Colonel
- 1795: Antoine François Brenier-Montmorand – Chef de brigade
- 1795: Charles Daurière – Chef de brigade
- 1797: Porra – Chef de brigade
- 1797: Jean-Gabriel Marchand – Chef de brigade
- 1797: Jean-Claude Moreau – Chef de brigade
- 1803: Jacques Francois Marc Mazas – Colonel
- 1805: Charles Joseph Louis Marie Savary – Colonel
- 1806: Jean-Francois Henriod – Colonel
- 1810: Étienne Estève – Colonel
- 1814: Thomas-Robert Bugeaudde la Piconnerie – Colonel
- 1815: Louis Marion Jacquet – Colonel
- 1830: le VIe de la Forest d’Armaille – Colonel
- 1848: Alexandre De Bellegarde De La Plaine
- 1851: Ernest Frédéric Raphaël de Negrier – Colonel
- 1859: Duplessis – Colonel
- 1870: Louvent – Colonel
- 1870: Doussot – Colonel
- 1870: Vanche – Lieutenant-colonel
- 17. Oktober 1871 bis 5. September 1872: François Auguste Logerot – Colonel
- 1876 bis 1881: Édouard Billot – Colonel
- 21. April 1904 bis 25. März 1909: Pierre Peslin – Colonel
- 23. März 1914 bis 2. September 1914: Marie Victor Eugène Savatier – Colonel
- 1917: Passerieux – Lieutenant-colonel
- 1918: Allehaut – Lieutenant-colonel
- 1918: Berenguier – Lieutenant-colonel
- 1938: Pfister – Colonel[5]
- 1939: Beker – Colonel
- August 1951 bis Juli 1953: Georges Bergé – Lieutenant-colonel[6]
- Juni 1956 bis Mai 1957: Emile Autrand – Colonel
- Juni 1957 bis Juli 1958: Paul Ollion – Lieutenant-colonel
- Juli 1958 bis September 1960: Jean Renon – Lieutenant-colonel
- Oktober 1960 bis April 1961: Pierre Lecomte – Lieutenant-colonel
- 1977: Retat – Colonel
- 2018: Friedrich – Lieutenant-colonel

Regimentskommandanten, die gefallen sind oder verwundet wurden:
- Chef de brigade Moreau, verwundet am 26. März 1799
- Colonel Mazas, gefallen am 2. Dezember 1805 in der Schlacht bei Austerlitz
- Colonel Savary, gefallen am 24. Dezember 1806
- Colonel Henriod, verwundet am 8. Februar 1807 und am 10. Juni 1807

Offiziere des Regiments, die zwischen 1804 und 1815 gefallen sind oder verwundet wurden:
- Gefallene Offiziere: 65
- an ihren Verwundungen gestorbene Offiziere: 17
- verwundete Offiziere: 149

## Ausstattung

### Königliche Fahnen
Das Regiment führte bis 1791 fünf Ordonnanzfahnen und eine Leibfahne.

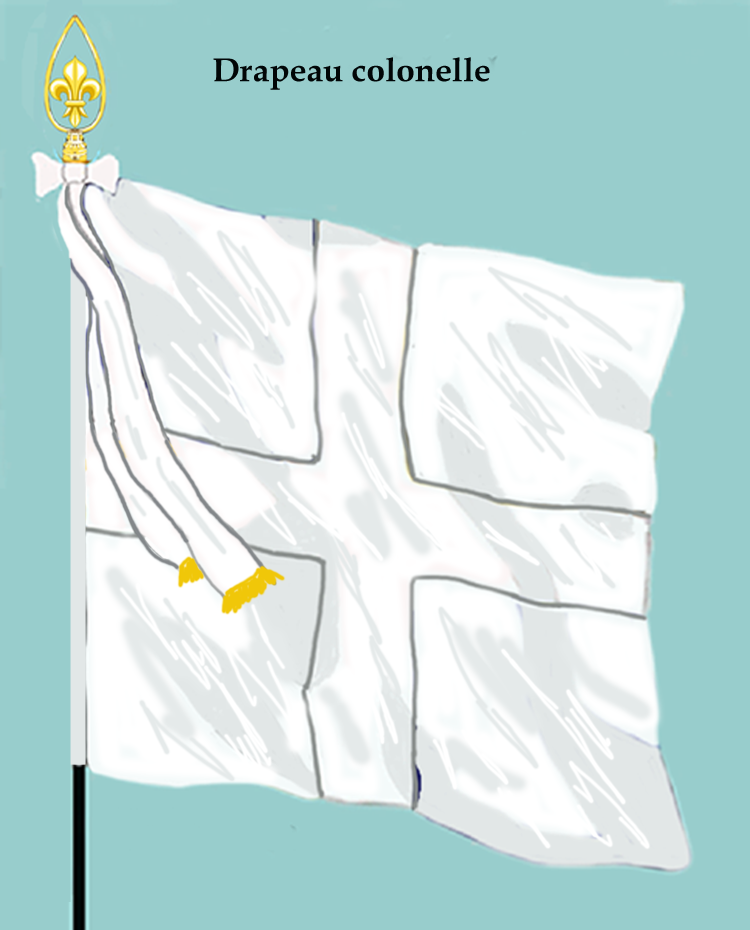
Leibfahne (1776 bis 1791)
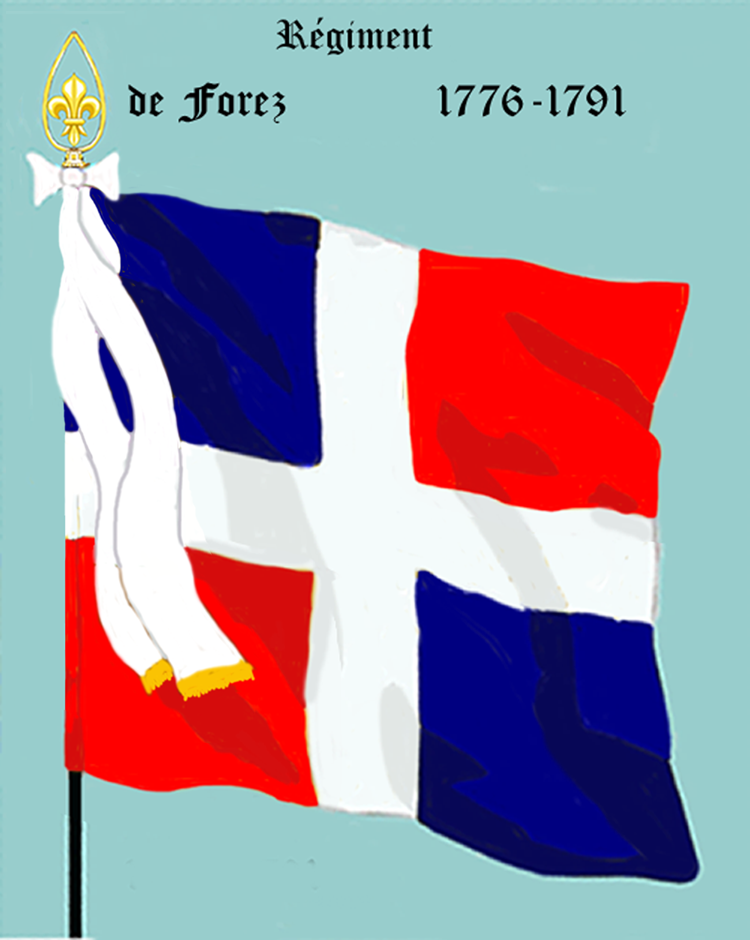
Ordonnanzfahne (1776 bis 1791)
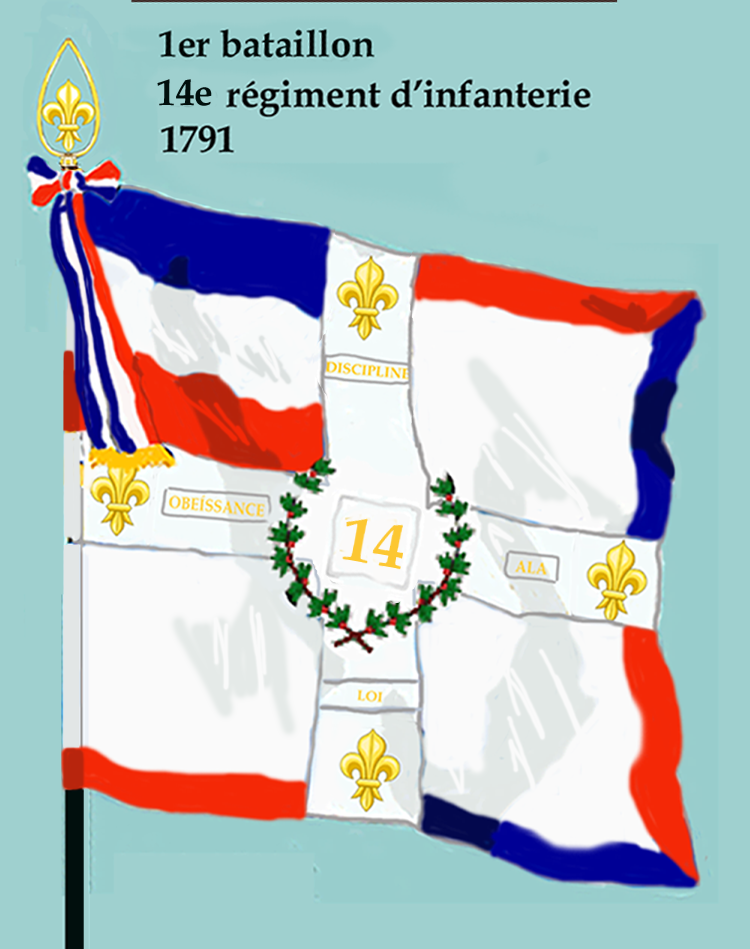
1. Bataillon 1791 bis 1793
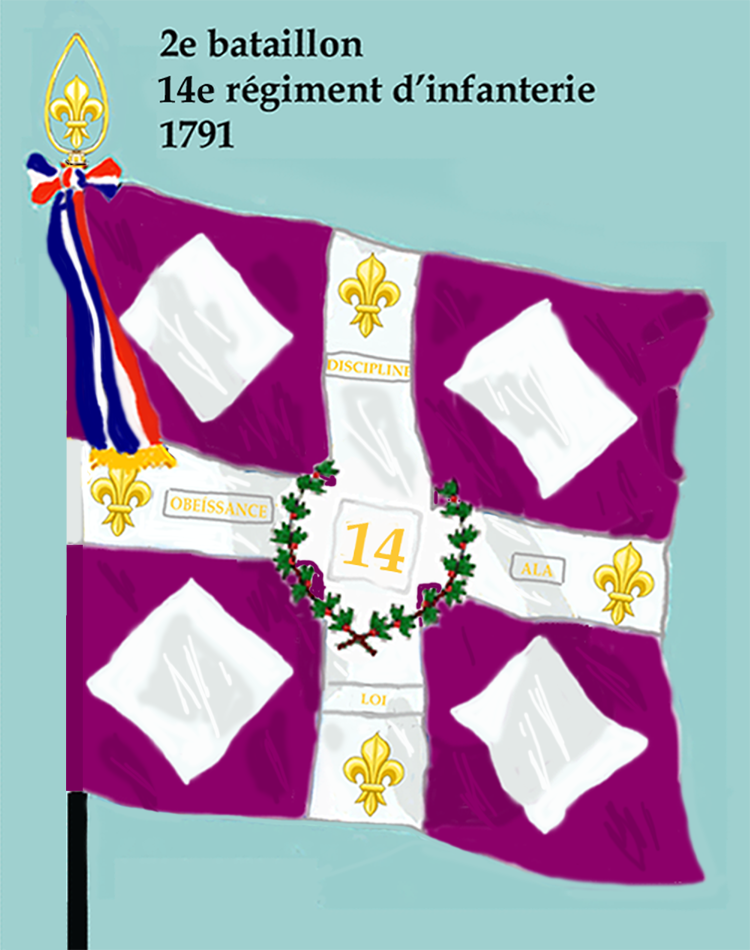
2. Bataillon 1791 bis 1793

### Uniformierung bis 1794

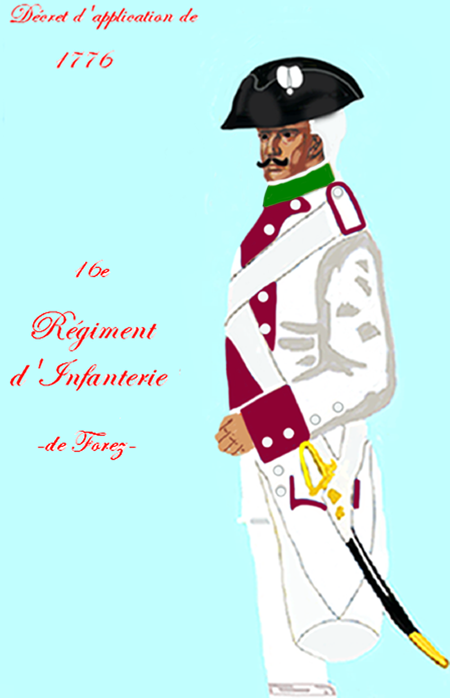
1776
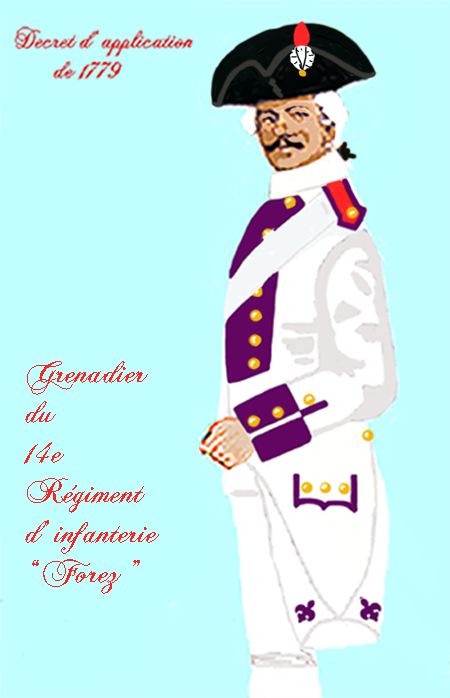
1779
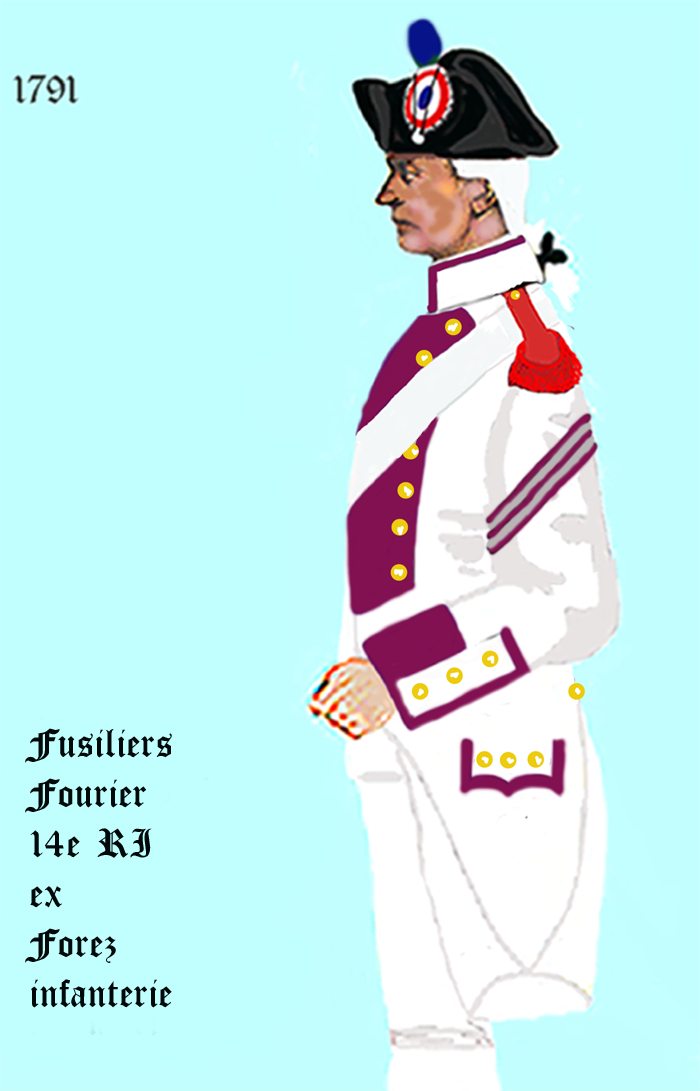
1791
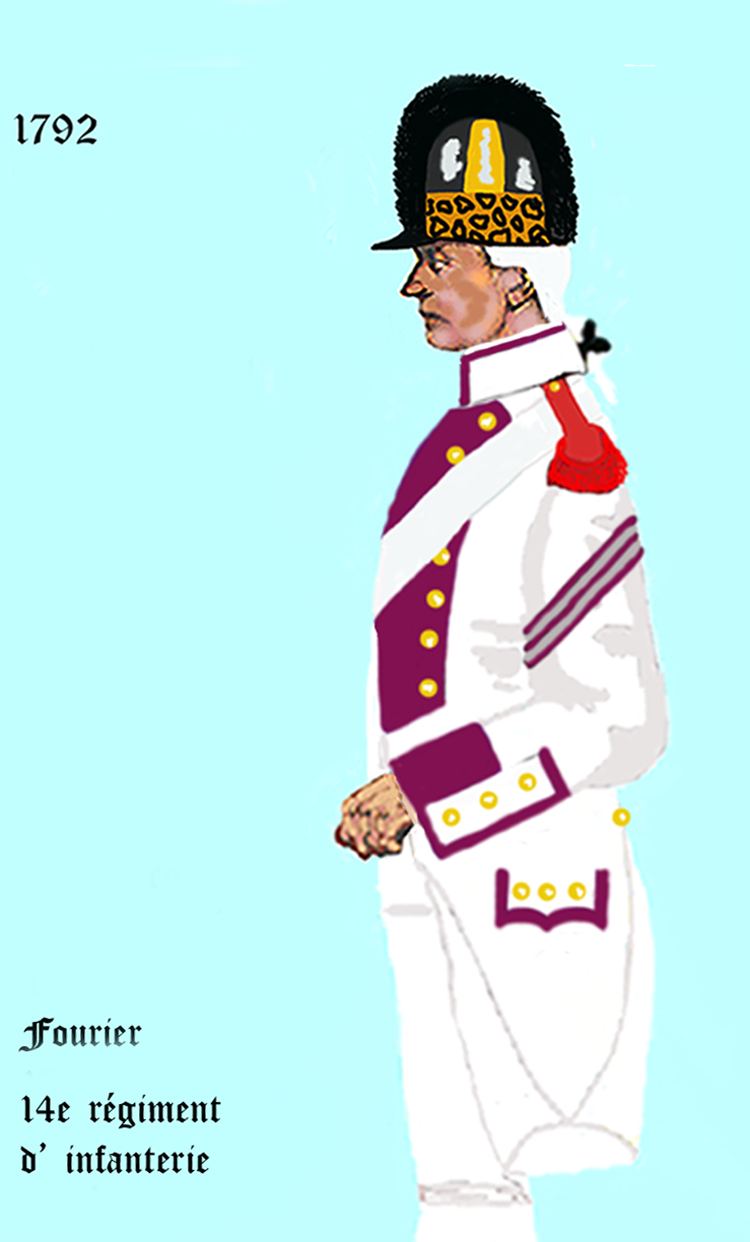
1792

## Einsatzgeschichte

### Kriege, an denen das Regiment teilgenommen hat
- Während des Amerikanischen Unabhängigkeitskrieges waren Détachements nach Indien und in den Senegal abkommandiert.

### Kriege der Revolution und des Ersten Kaiserreichs (1805 bis 1815)
- 1792: Feldzug in Belgien
- 1794: Mit der Heeresreform und der damit verbundenen Premier amalgame wurde das 1. Bataillon zur Aufstellung der „27e demi-brigade de bataille“ und das 2. Bataillon zur Aufstellung der „28e demi-brigade de bataille“ herangezogen. Damit endete definitiv die Traditionslinie des Regiments.
- 1803: Aus der vormaligen „14e demi-brigade d’infanterie“ (entstanden mit der Deuxième amalgeme – hatte mit dem vormaligen „14e régiment d’infanterie“ nichts mehr zu tun) wurde das neue „14e régiment d’infanterie de ligne“ gebildet. Das 1. und das 2. Bataillon lagen in Clermont, das 3. und das 4. Bataillon in Saumur.
- 1805: Das 1. und 2. Bataillon waren in Boulogne-sur-Mer, das 3. Bataillon in Maastricht stationiert.

Feldzug in Deutschland mit der Brigade Morand in der Division Saint-Hilaire (IV. Corps) – Schlacht bei Ulm, Schlacht bei Austerlitz
- 1806 bis 1814: Garnison des Ersatzkaders in Sedan
- 1806 bis 1808: Feldzug in Preußen und Polen

Schlacht bei Jena, Schlacht bei Eylau, Schlacht bei Heilsberg
- 1808 bis 1814: Feldzug in Spanien
- 1808: Tudela
- 1809: Monzón, Alcanz und María de Huerva
- 1810: Astorga
- 1811: Tortosa, Belagerung von Tarragona
- 1812: Einnahme von Urgal
- 1813: Biar, Castalla und Ordal
- 1813: Das 3. Bataillon wurde vorübergehend dem 16e régiment d’infanterie zugeteilt und nahm mit diesem an der Schlacht bei Lützen, der Schlacht bei Bautzen und der Schlacht bei Dresden teil.
- 1813: Das 4. Bataillon stand mit dem 10. Korps bei der Belagerung von Danzig.
- 1814: Das 5. Bataillon (Depotbataillon) kämpfte in der Schlacht bei Arcis-sur-Aube.
- 1815: Während der Herrschaft der Hundert Tage standen das 1. und das 2. Bataillon mit der „Armée des Alpes“ unter Maréchal Suchet in Conflans-L’Hôpital.

### 1815 bis 1848
- 1830: Mit Anordnung vom 18. September wurde ein viertes Bataillon aufgestellt und die Personalstärke des Regiments auf 3000 Mann erhöht.[9]

### Eroberung von Algerien (1839 bis 1849)
- 14. Juni 1830: Ausschiffung in Sidi Ferruch
- 19. Juni 1830: Schlacht bei Staoueli
- 24. bis 29. Juni 1830: Gefecht am Camp de Dely Ibrahim und bei Sidi Kalef
- 30. Juni bis 5. Juli: Belagerung und Einnahme von Algier
- 17. bis 29. November 1830: Das 1. Bataillon nahm an einer Expedition in das Atlas-Gebirge teil (Blida, Medeha, Col de Mouzaïa).
- Anfang Dezember: Zweite Expedition nach Médéha
- Ende Dezember: Rückkehr nach Frankreich

- 1848 befand sich das Regiment in Paris.

### Zweites Kaiserreich
- 1855: Teilnahme am Krimkrieg im 1. Armeekorps von Général de division de Salles

- 1859: Feldzug in Italien im 3. Armeekorps von Maréchal Canrobert

Am 1. August 1870 war das Regiment der Armée du Rhin zugeteilt. Zusammen mit dem 9e régiment d’infanterie von Colonel Roux formierte es die 1. Brigade unter Befehl von Général Noël (später Général Archinard), die zusammen mit der 2. Brigade, zwei Artilleriebatterien mit Geschützen Canon de 4 modèle 1858, einer Mitrailleusekompanie und einer Pionierkompanie die 2. Infanteriedivision unter Général de division Bisson bildete. Die Division gehörte zum 6. Armeekorps von Maréchal Certain-Canrobert.
- 3. August 1870: Im Camp de Châlons
- 9. August 1870: Nachdem die Bahnlinie Nancy–Metz unterbrochen worden war, konnte sich das Regiment dem 6. Armeekorps nicht mehr anschließen.
- 17. August 1870: Das Regiment stieß zur „Armée de Châlons“.

Mit dem 20e régiment d’infanterie (Colonel de la Guigneraye) und dem 31e régiment d’infanterie (Colonel Sautereau) bildete das 14e RI die 2. Brigade unter Général Louvent. Diese 2. Brigade, dazu die 1. Brigade von Général Marquisan, drei Batterien Vierpfünder-Geschütze, eine Batterie Zwölfpfünder-Geschütze, eine Batterie Mitrailleuses und eine Pionierkompanie, stellten die 2. Division unter Général de division Lacretelle, die zum 12. Armeekorps von Général de division Lebrun gehörte.
- 23. bis 26. August 1870: Marsch Richtung Osten
- 29. August 1870: Bei Mouzon wurde die Maas überschritten – Teilnahme am Gefecht bei Beaumont.
- 31. August 1870: Die Einheit befand sich auf den Höhen rechts der Givonne am Schloss Monvillers bei Daigny. Einsatz in der Schlacht bei Sedan.

Während des Krieges wurde das 4. Bataillon zur Aufstellung des „15e régiment de marche“ (15. Marschregiment) abgegeben, das dann an der ersten Schlacht bei Châtillon teilnahm.
Bei der Belagerung von Paris gehörte das neu aufgestellte 14. Marschregiment zum 13. Armeekorps von Général de division Vinoy. Das 13. (Lieutenant-colonel Morin) und das 14. Marschregiment (Lieutenant-colonel Vanche) sowie zwei Jäger-Marschkompanien bildeten die 1. Brigade von Général de Susbielle.
Das 35e régiment d’infanterie (Colonel de la Mariouse) und das 42e régiment d’infanterie (Colonel Avril de Lenclos) bildeten die 2. Brigade von Général Guilhem. Mit drei Batterien Vierpfünder-Geschützen und einer Pionierkompanie stellten sie die 3. Division von Général de division Blanchard.
- 13. Oktober 1870: Teilnahme an der zweiten Schlacht bei Châtillon (Gefecht bei Bagneux-Châtillon)
- Die 8. Kompanien des 2. und 3. Bataillons des 14e RI wurden zum „29e régiment de marche“ abgestellt und kämpften in den Gefechten bei Chilleurs, Ladon, Boiscommun, Neuville-aux-Bois und Maizières (Département Loiret).

- Ein Einsatz bei der Niederschlagung der Pariser Kommune ist nicht mit Sicherheit nachgewiesen.

### Erster Weltkrieg
- August 1914 bis Juli 1915: Zuteilung zur 34. Infanteriedivision
- Juli 1915 bis November 1918: Zuteilung zur 131. Infanteriedivision

1914
- 8. August: Abwehrkämpfe bei Valmy (Marne), Courtemont
- 16. August: Abwehrkämpfe bei Vaux
- 22. August: Abwehrkämpfe bei Anloy
- 27. August: Abwehrkämpfe bei Telonne
- Erste Marneschlacht

1915
- Januar: Stellungskämpfe in der Champagne
- Mai: Stellungskämpfe im Artois
- August: Stellungskämpfe in den Argonnen

1916
- ab 21. Februar: Abwehrkämpfe in der Schlacht um Verdun, am Fort de Souville und im Bois de Vaux

1917
- April: Stellungskämpfe in der Champagne bei Berry-au-Bac
- 14. September: Stellungskämpfe bei Glorieux

1918
- März: Angriffskämpfe bei Moulainville und Waltronville
- April: Angriffskämpfe an der Avre

## Nachkriegszeit
- Im Jahre 1919 bezog das Regiment Garnison in Toulouse.

### Zweiter Weltkrieg
Im Juni 1940 war das Regiment als Festungsinfanterieregiment in der Maginot-Linie eingesetzt. Es gehörte zur 36. Infanteriedivision. Am 20. Juni wurde es durch deutsche Luftangriffe aufgerieben. Die Überlebenden verbrannten die Fahne, um sie nicht dem Feind in die Hände fallen zu lassen.
- 1945: Das Regiment wurde nach Kriegsende aus den Mitgliedern des Maquis in Toulouse wieder aufgestellt.
- April 1951: Das nunmehrige 14e bataillon d’infanterie wurde zum 14e régiment d’infanterie parachutistes de choc (14e RIPC – 14. Fallschirm-Infanteriestoßregiment) umgewandelt. Der Stab und das 2. Bataillon lagen in der Kaserne Niel in Toulouse, das 1. Bataillon (ex „1er bataillon parachutiste de choc“ – 1. Fallschirm-Stoßregiment) in Montauban.
- 1953: Das 14e RIPC wurde mit nordafrikanischem Personal (FSNA – Français de Souche Nord-Africaine) und die beiden Bataillone in algerische Schützenbataillone umgewandelt, die Bezeichnungen lauteten: „19e bataillon de parachutistes algériens“ (19. Algerisches Fallschirmbataillon) und „35e bataillon de tirailleurs algériens“ (35. Algerisches Schützenbataillon).
- 1. Januar 1954: Umbenennung des „14e RIPC“ in „14e demi-brigade d’infanterie“ (14e DBI), das Personal gehörte jedoch weiter zur Fallschirmtruppe.

### Einsätze der Nachkriegszeit
Algerienkrieg
Das 14e régiment de chasseurs parachutistes (14e RCP – 14. Fallschirmjägerregiment) wurde am 1. Juni 1956 aus der 14e demi-brigade d’infanterie und dem 35e bataillon de tirailleurs algériens (35e BTA) zusammengestellt. Es wurde der 25. Fallschirmdivision von Général Jean Gilles unterstellt und nach Algerien verlegt. Am 26. Juni kam es in Oran an.
Das Regiment konnte sich während des ganzen Krieges Verdienste erwerben, besonders während der Grenzkämpfe zwischen Januar und Mai 1958.
Gefechte wurden geführt:
am 8. Oktober 1956 bei Merkala
am 22. Januar 1957 bei Mir El Djebel
am 24. Januar 1957 bei Djebel Amour
am 7. Februar 1957 bei Djebel Grouz
- von Februar bis Mai 1958 Gefechte in der sogenannten Grenzschlacht

am 25. Februar 1957 bei Djebel M’Zouzia
am 15. März 1958 bei Djebel Bou Torkma
am 15. April 1958 bei Djebel M’Zouzia
im April 1958 bei Djebel Aurès
am 19. November 1960 bei Djebel Tafraout
am 12. März 1961 bei Djebel Azreg (Ich Aziza en Chaoui)
am 2. April bei Oued Kebir
Putschversuch der OAS 1961
- 30. April 1961: Da das Regiment in den Putschversuch der OAS verwickelt war, wurde es mit diesem Datum aufgelöst und das Personal auf die verschiedenen Einheiten des Armeekorps im Département Constantine aufgeteilt.[11] Bis Dezember 1962 bestand weiterhin das Ausbildungszentrum des 14e RCP in der Kaserne Niel in Toulouse. Geleitet wurde es von Lieutenant-colonel Lafontaine, dann Lieutenant-colonel Dangoumau.

- Verluste des Regiments im Algerienkrieg:

gefallen: 7 Offiziere, 18 Unteroffiziere, 95 Mannschaften
verwundet: 18 Offiziere, 251 Unteroffiziere und Mannschaften

### 1965 bis 1977
Die Regimentsfahne des „14e régiment d’infanterie“ wurde in dieser Zeit von der Stabskompanie der 14. Division in Toulouse verwahrt.

### 1977 bis 1999
Im August 1977 erfolgte eine Neuaufstellung als „14e régiment de commandement et de transmissions parachutiste“ (14e RCTP – 14. Fallschirm-Stabs- und Fernmelderegiment) aus der Stabskompanie der 14. Division und dem „61e bataillon de commandement et de transmissions“ (61e BCT – 61. Stabs- und Fernmeldebataillon).
Am 1. Juli 1979 erfolgte die Umbenennung in „14e régiment parachutiste de commandement et de soutien“ mit der Unterstellung unter die 11. Fallschirmbrigade mit den folgenden Auslandseinsätzen:
- Libanon
- Zweiter Golfkrieg
- Kurdistan
- Tschad
- Somalia
- Ruanda
- Kambodscha
- Ex-Jugoslawien

Die Einheit bestand aus einer Stabsescadron, einer Verkehrs- und Transportescadron, einer Ausbildungsgruppe, einer Intendanturgruppe, einer Fallschirm-Fernmeldekompanie, einer Versorgungs- und Instandsetzungsgruppe und dem Musikkorps der 11. Fallschirmdivision. Garnison war Toulouse mit der Ausbildung in der Kaserne Balma und der Unterkunft in der Kaserne Niel.
Mit dem Ende der allgemeinen Wehrpflicht im Heer im Jahre 1997 kam es zwei Jahre später zur Auflösung der Einheit. Die Fallschirm-Fernmeldekompanie wurde in die „11e compagnie de commandement et de transmissions parachutiste“, die Verkehrs- und Transportescadron sowie die Versorgungs- und Instandsetzungsgruppe in das „3e régiment du matériel“ (3e RM – 3. Instandsetzungsregiment) eingegliedert.

### Wiederaufstellung 2018
Das Regiment wurde am 1. Juli 2018 in Toulouse wieder aufgestellt. Gemäß der Bestimmung des Stabschefs des Heeres ist es ein lufttransportfähiges Kampfunterstützungsregiment mit der Bezeichnung „14e régiment d’infanterie et de soutien logistique parachutiste“.
Die Personalstärke beträgt 1000 Soldaten in sieben Teileinheiten:
- 5 Einheiten spezialisiert auf die Personalunterstützung
- 1 Stabs- und Versorgungseinheit
- 1 Reserveeinheit
- 1 Lufttransportkompanie (Aufstellung geplant)

Die Angehörigen des Regiments tragen das Barett der Fallschirmtruppe.

## Aktuelle Regimentsfahne
Auf der Rückseite der Regimentsfahne sind (seit Napoleonischer Zeit) in goldenen Lettern die Feldzüge und Schlachten aufgeführt, an denen das Regiment ruhmvoll teilgenommen hat.
In seiner Geschichte führte das Regiment nacheinander mehrere unterschiedliche Fahnen.

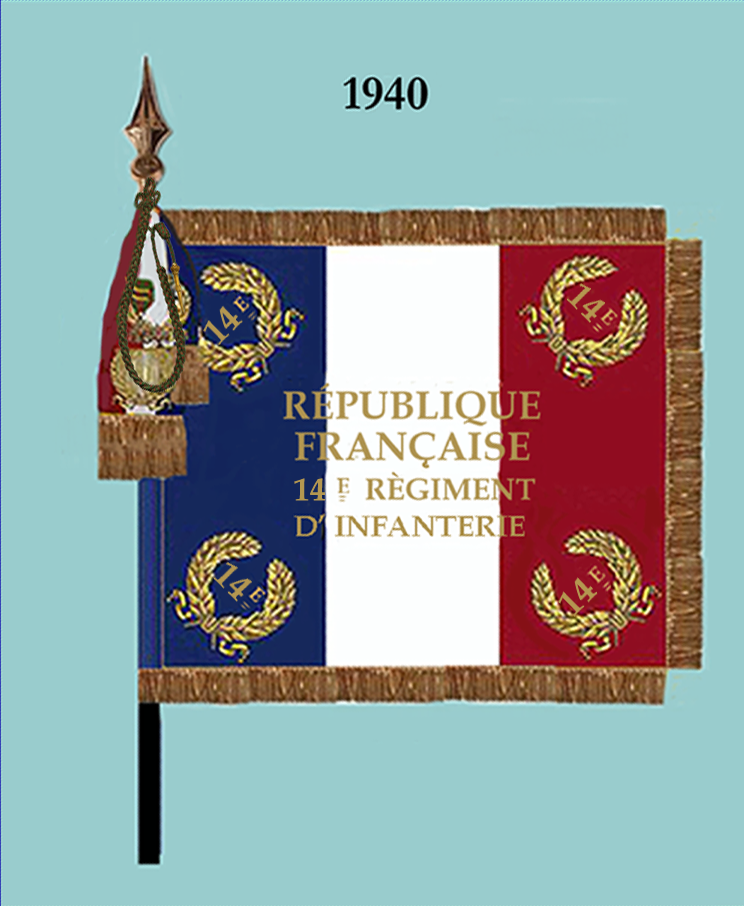
Modell 1880
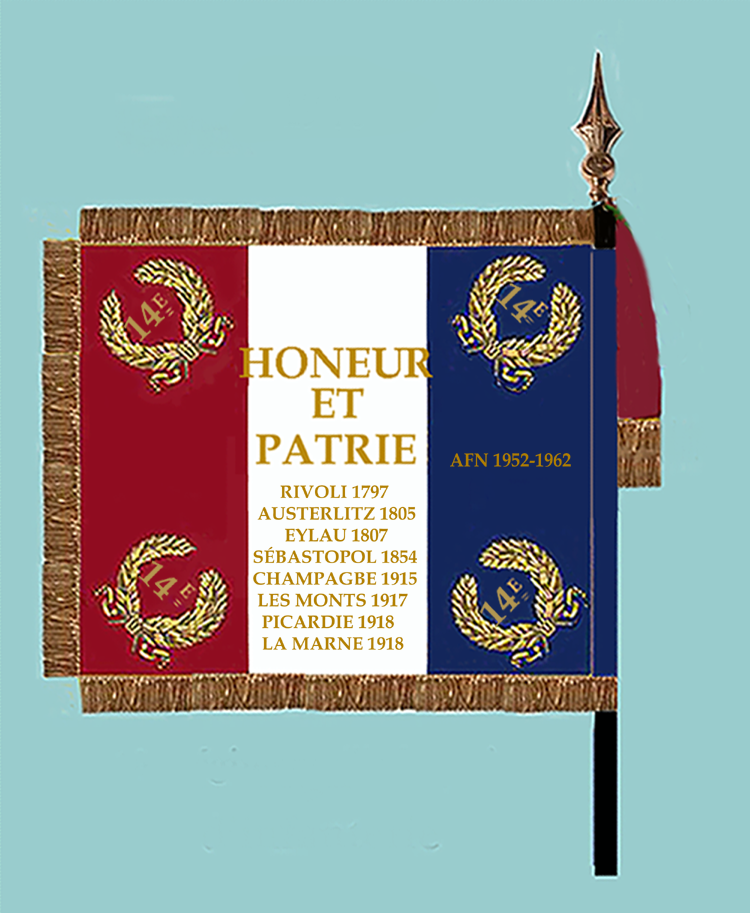
Modell 1880

## Auszeichnungen und Ehrungen
Das Fahnenband des Regiments ist mit dem Croix de guerre 1914–1918 mit zwei Palmenzweigen für zwei lobende Erwähnungen im Armeebefehl und einem versilberten Stern für eine lobende Erwähnung im Divisionsbefehl dekoriert. Es wird die Fourragère des „Croix de guerre 1914–1918“ an der Fahne geführt. Ebenso haben die Angehörigen des Regiments das Recht, diese Auszeichnung zu tragen.

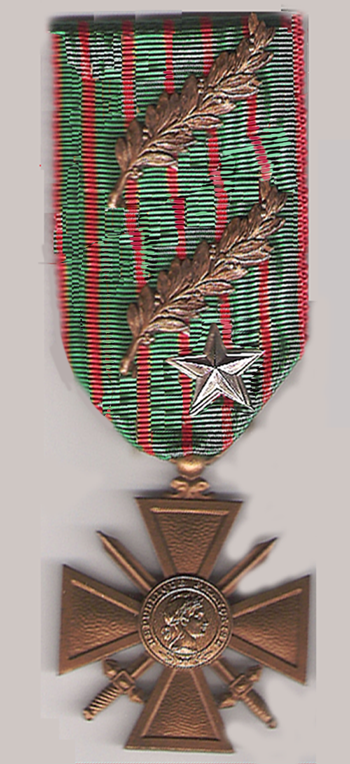
Croix de guerre 1914–1918 mit zwei Palmenzweigen und einem versilberten Stern
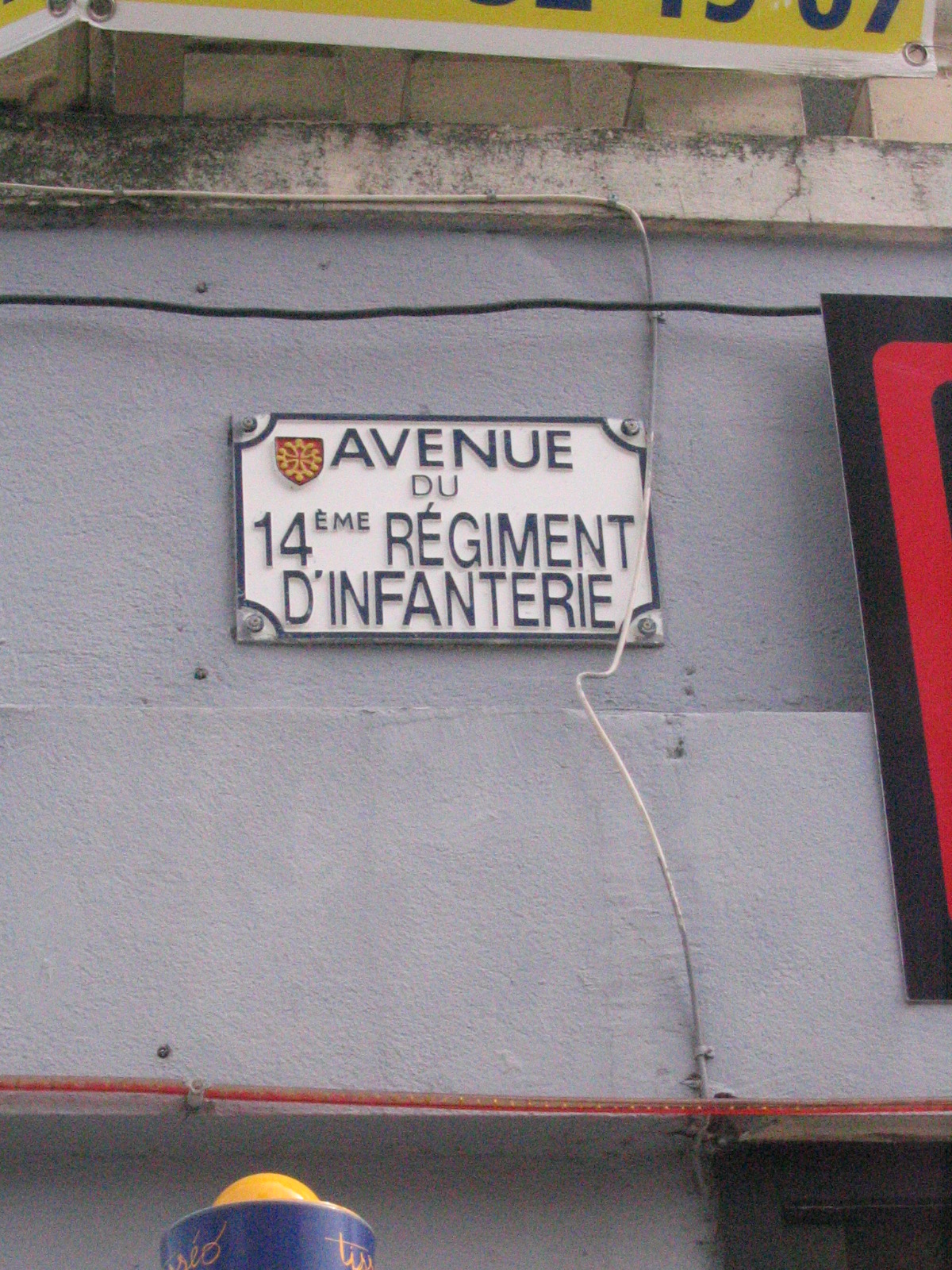
Die „Avenue du 14e RI“ in Toulouse, dem Traditionsregiment der Stadt gewidmet

Denkmal für das Regiment in Toulouse

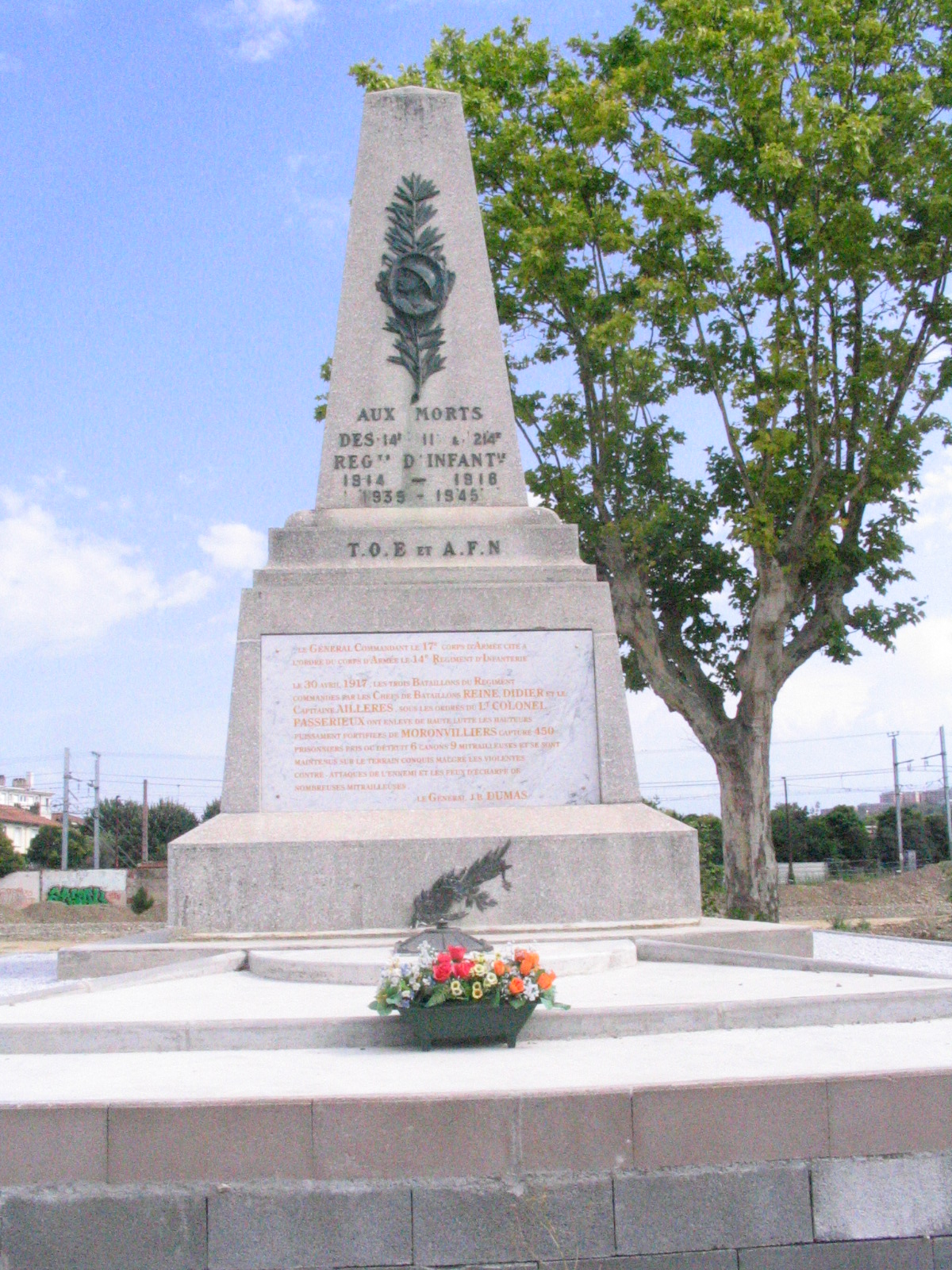
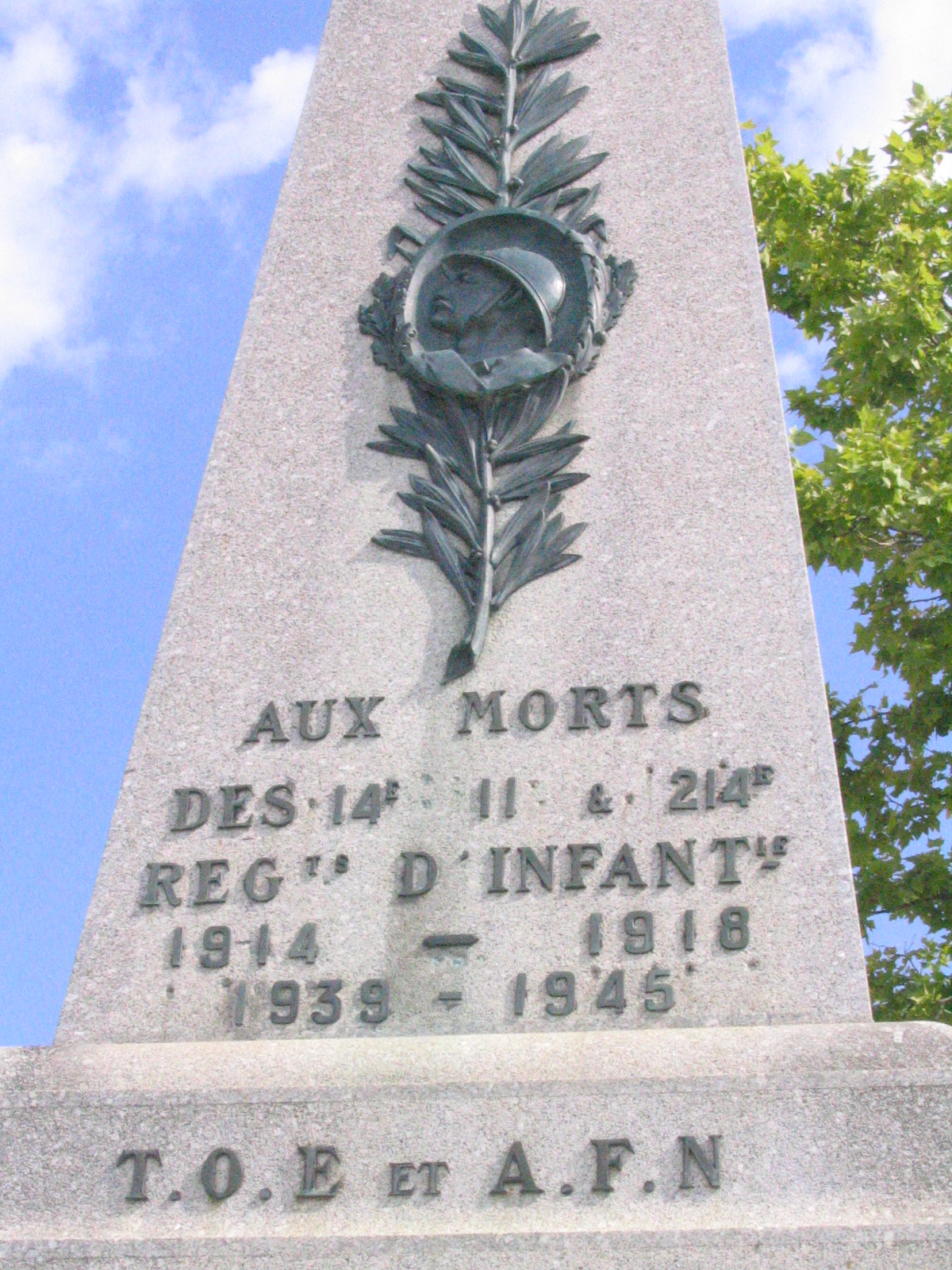
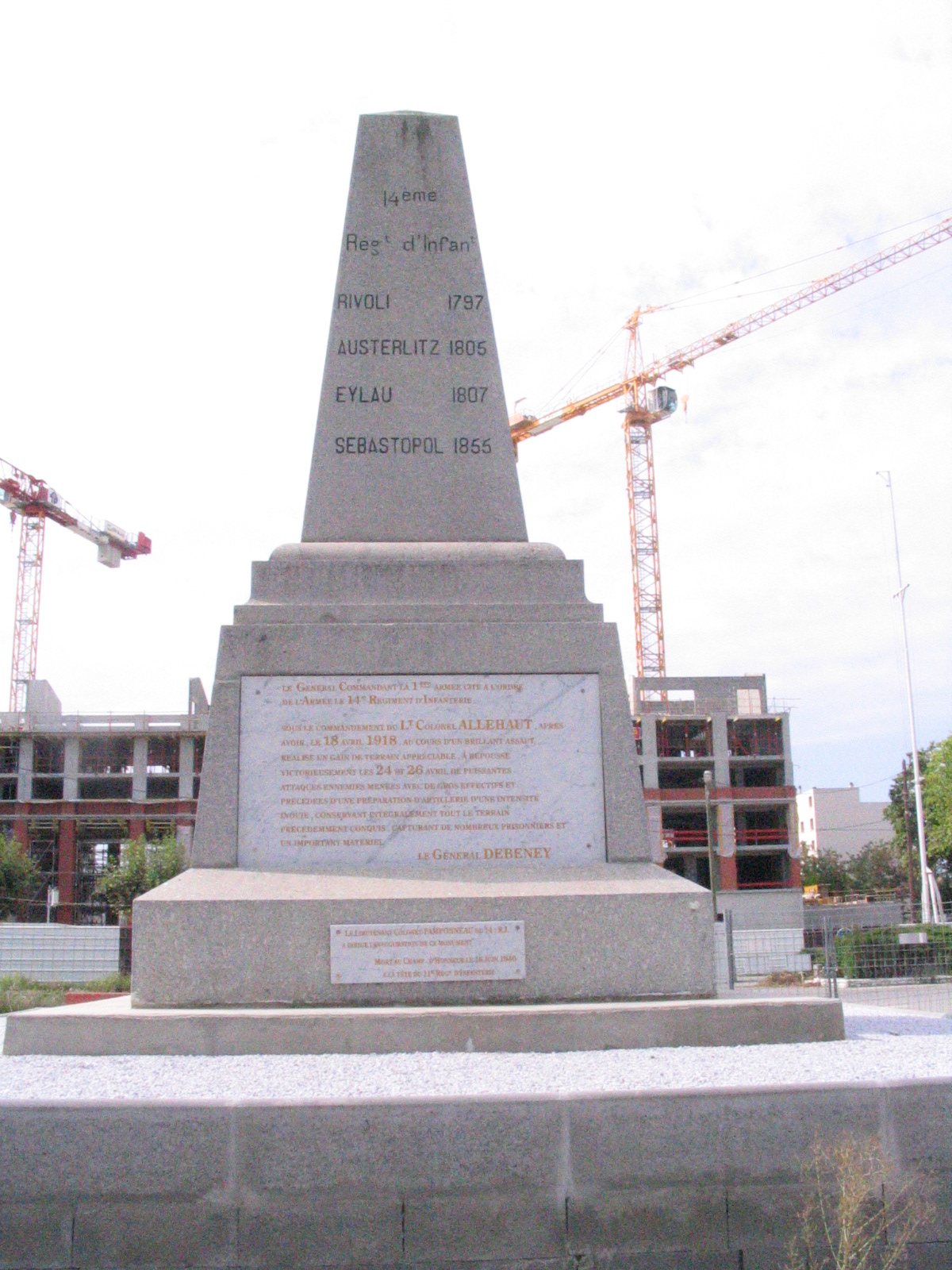
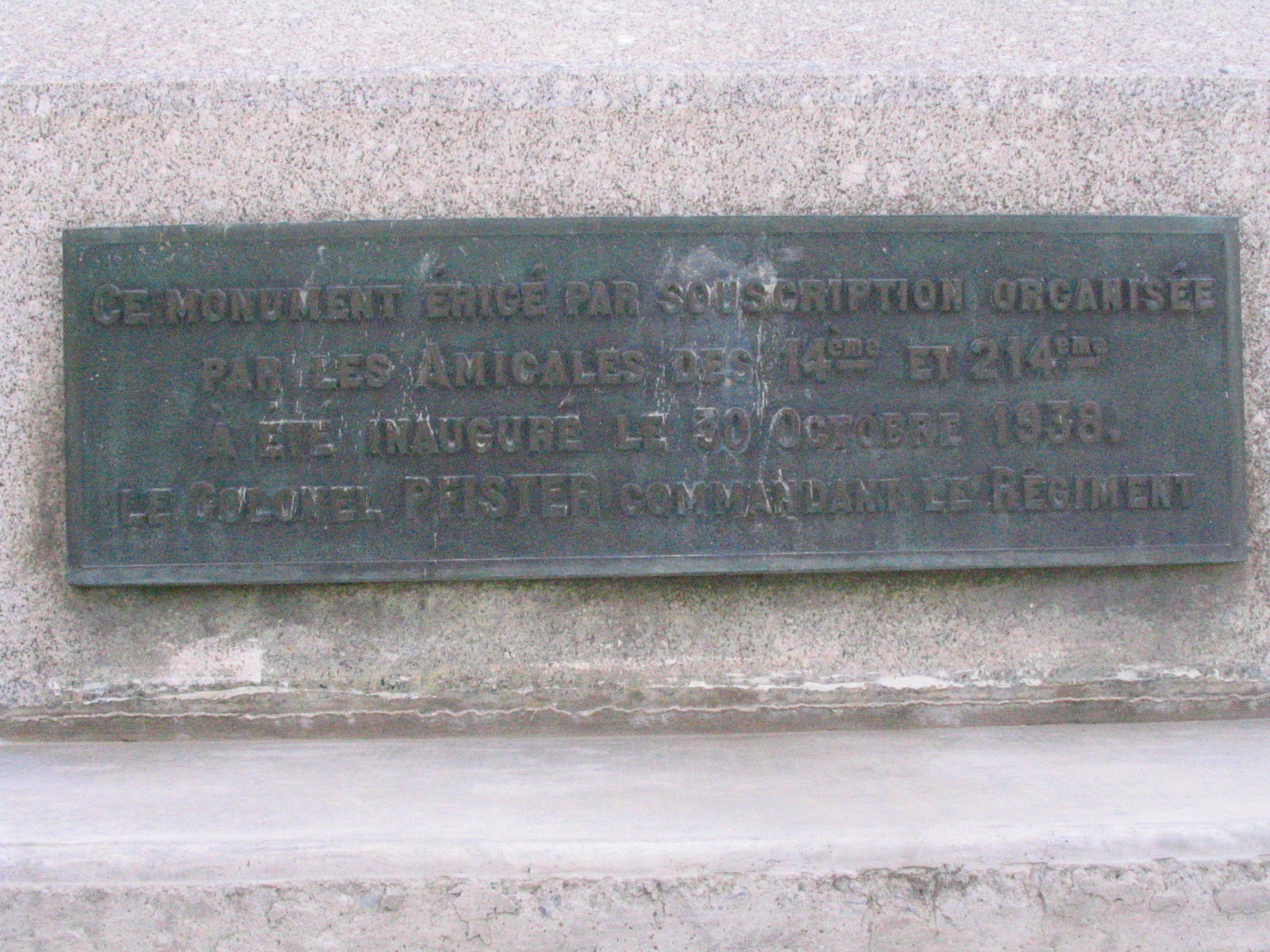
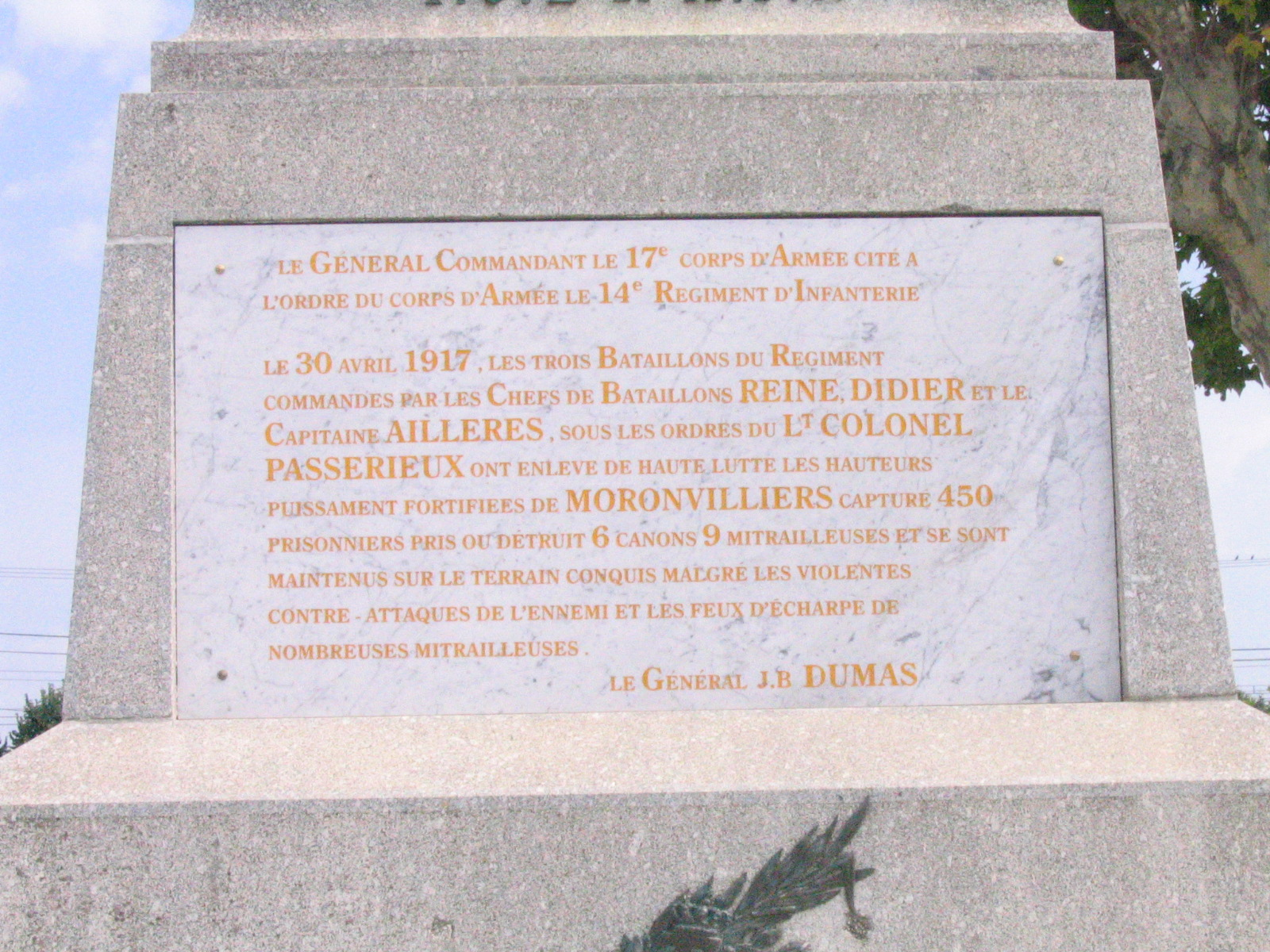

Das 14e RISLP ist im Quartier Pradère, einer Logistikbasis in Toulouse mit einer Größe von 29 Hektaren, drei Kilometer vom Stadtkern entfernt, stationiert.